# Netflix, Inc.
Netflix, Inc. — американська медіакомпанія, заснована в 1997 році Рідом Гастінгсом і Марком Рендольфом у Скоттс-Валлі, і зараз базується в Лос-Гатос, Каліфорнія. Вона володіє та керує однойменною передплатною службою відео на вимогу за підпискою, яка демонструє придбані та оригінальні програми, а також сторонній контент, ліцензований іншими виробничими компаніями та дистриб'юторами. Netflix також є першою (і поки що єдиною) компанією потокового медіа, яка є членом Асоціації кінокомпаній.
Netflix спочатку продавав і орендував DVD-диски поштою, але через рік ці продажі припинили, щоб зосередитися на бізнесі з оренди DVD. У 2007 році Netflix зосередився на потоковому медіа та відео на вимогу. У 2010 році компанія вийшла на Канаду, а потім на Латинську Америку та Карибський басейн. У 2011 році сервіс почав здобувати та створювати оригінальний контент, починаючи з політичної драми «Картковий будинок».
Компанія займає 117 місце в рейтингу Fortune 500 і 219 місце в рейтингу Forbes Global 2000. Станом на лютий 2022 року це друга за величиною компанія розваг/медіа за ринковою капіталізацією. У 2021 році Netflix посів рейтинг Morning Consult як восьмий бренд, якому найбільше довіряють у світі. Протягом 2010-х років акції Netflix були найефективніші на біржі в індексі фондового ринку S&P 500 із загальною прибутковістю 3693%.
Штаб-квартира Netflix розташована в Лос-Гатос, Каліфорнія, в окрузі Санта-Клара, а два генеральні директори, Грег Пітерс і Тед Сарандос, розділені між Лос-Гатос і Лос-Анджелесом відповідно. Вона також має міжнародні офіси в Азії, Європі та Латинській Америці, включаючи Канаду, Францію, Бразилію, Нідерланди, Індію, Італію, Японію, Польщу, Південну Корею та Великобританію. Компанія має виробничі центри в Лос-Анджелесі, Альбукерке, Лондоні, Мадриді, Ванкувері та Торонто.

## Історія

### Запуск як бізнес оренди поштою (1997–2006)

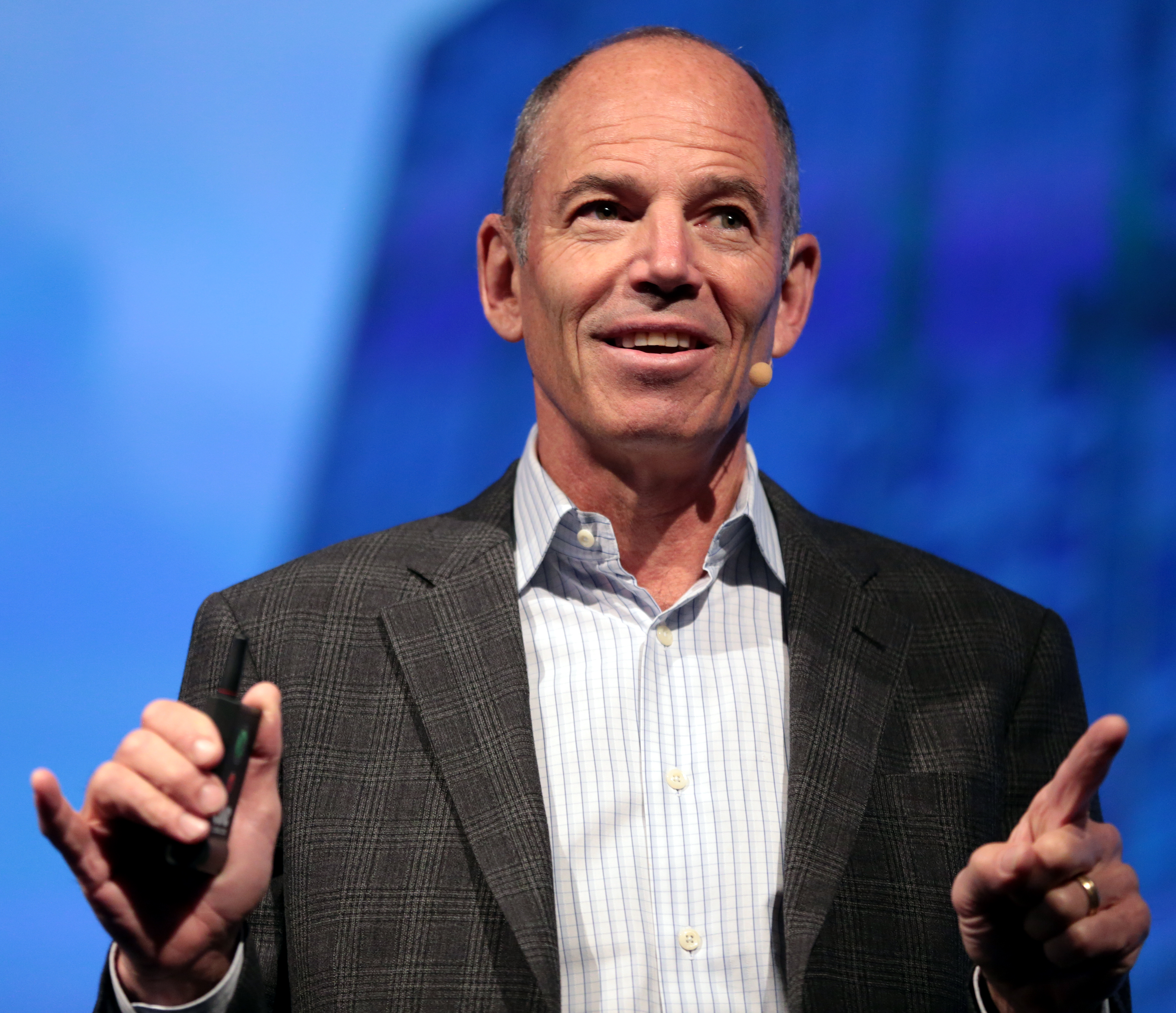
Марк Рендольф, співзасновник Netflix і перший генеральний директор компанії

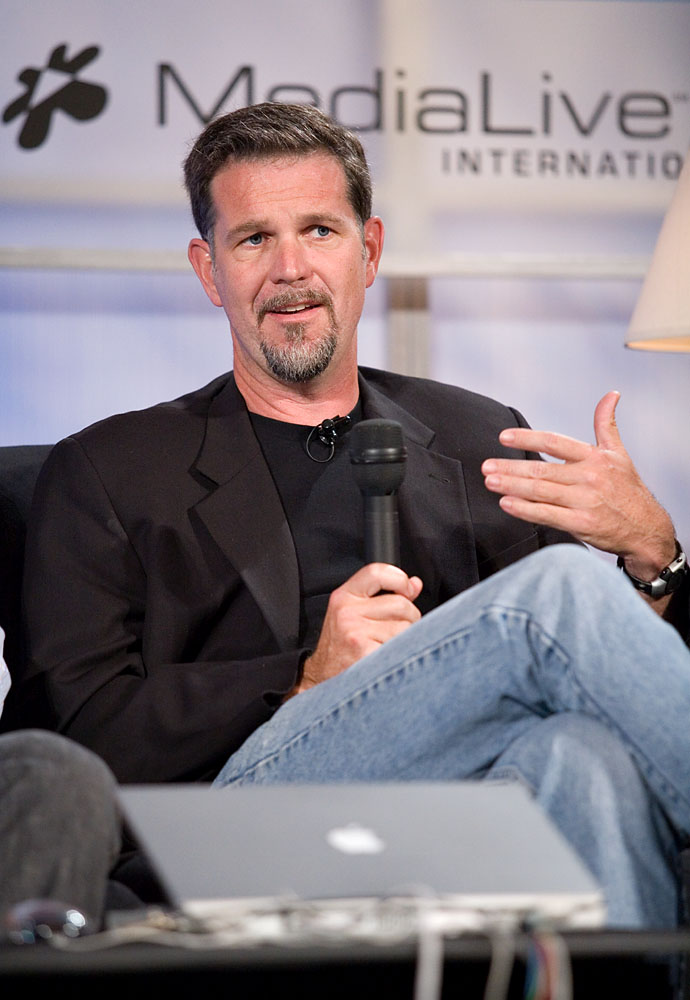
Рід Гастінгс, співзасновник і нинішній виконавчий голова

Компанія Netflix була заснована Марком Рендолфом і Рідом Гастінгсом 29 серпня 1997 року в Скотс-Веллі, Каліфорнія. Гастінгс, вчений-інформатик і математик, був співзасновником Pure Software, яку того року придбала Rational Software за 750 мільйонів доларів, найбільше на той час придбання в історії Кремнієвої долини. Рендольф працював директором з маркетингу в Pure Software після того, як Pure Atria придбала компанію, де працював Рендольф. Раніше він був співзасновником MicroWarehouse, компанії з продажу комп'ютерів поштою, а також віце-президентом із маркетингу Borland. Гастінгс і Рендольф придумали ідею для Netflix під час спільної поїздки в авто між їхніми будинками в Санта-Крус, Каліфорнія, і штаб-квартирою Pure Atria в Саннівейлі. Патті МакКорд, пізніше голова відділу кадрів Netflix, також була в групі спільного використання автомобілів. Рендольф захоплювався Amazon і хотів знайти велику категорію портативних товарів для продажу через Інтернет, використовуючи подібну модель. Гастінгс і Рендольф розглянули та відхилили продаж і оренду VHS як занадто дорогий для зберігання та надто делікатний для доставки. Коли вони почули про DVD-диски, вперше представлені в Сполучених Штатах на початку 1997 року, вони випробували концепцію продажу чи оренди DVD-дисків поштою, надіславши компакт-диск до будинку Гастінгса в Санта-Крус. Коли диск прийшов неушкодженим, вони вирішили увійти в індустрію продажів і прокату домашнього відео вартістю 16 мільярдів доларів. Гастінгса часто цитують, коли він каже, що він вирішив створити Netflix після того, як його оштрафували на 40 доларів у магазині Blockbuster за те, що він запізнився повернути копію «Аполлона-13», що згодом спростував Рендолфом. Гастінгс інвестував 2,5 мільйони доларів у Netflix від продажу Pure Atria. Netflix став першим сайтом з прокату та продажу DVD із 30 співробітниками та 925 доступними найменуваннями — майже всі опубліковані на той час DVD. Рендольф і Гастінгс зустрілися з Джеффом Безосом, де Amazon запропонував придбати Netflix за 14-16 мільйонів доларів США. Побоюючись конкуренції з боку Amazon, Рендольф спочатку вважав пропозицію справедливою, але Гастінгс, який володів 70% компанії, відхилив її під час поїздки літаком додому.
Спочатку Netflix пропонував модель прокату для кожного DVD, але у вересні 1999 року запровадив концепцію щомісячної підписки. На початку 2000 року модель оренди було скасовано, що дозволило компанії зосередитись на бізнес-моделі необмеженої оренди за фіксованою оплатою без термінів, комісій за прострочення, зборів за доставку та обробку чи плати за оренду і право власності. У вересні 2000 року, під час бульбашки дот-комів, коли Netflix зазнав збитків, Гастінгс і Рендольф запропонували продати компанію Blockbuster за 50 мільйонів доларів. Джон Антіоко, генеральний директор Blockbuster, подумав, що пропозиція була жартом, і відхилив її, сказавши: «Істерія дот-комів абсолютно роздута». Незважаючи на те, що на початку 2001 року Netflix стрімко розвивався, тривалі наслідки краху бульбашки дот-комів і атак 11 вересня змусили компанію відкласти плани первинного розміщення акцій (IPO) і звільнити третину з 120 співробітників.

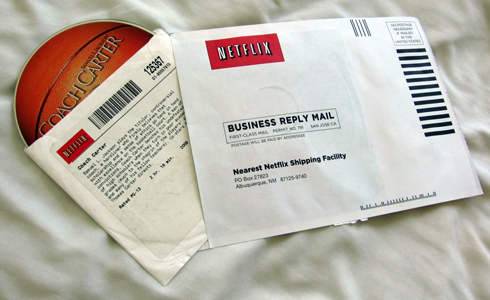
Розкритий конверт для прокату Netflix, який містив DVD-копію «Тренера Картера» (2005)

DVD-програвачі були популярним подарунком під час святкових розпродажів наприкінці 2001 року, а попит на послуги підписки на DVD «збільшувався, як божевільний», за словами головного спеціаліста відділу кадрів Петті МакКорд. Компанія стала публічною 29 травня 2002 року, продавши 5,5 мільйонів звичайних акцій по 15,00 доларів США за акцію. У 2003 році Управління патентів і торгових марок США видало Netflix патент на послугу оренди передплати та кілька розширень. Netflix опублікував свій перший прибуток у 2003 році, заробивши 6,5 мільйонів доларів при доході 272 мільйони доларів; до 2004 року прибуток зріс до 49 мільйонів доларів на понад 500 мільйонів доларів доходів. У 2005 році було доступно 35 000 різних фільмів, Netflix відправляв 1 мільйон DVD-дисків щодня.
У 2004 році Blockbuster запровадив послугу прокату DVD, яка дозволяла користувачам не лише переглядати фільми на онлайн-сайтах, але й повертати їх у звичайних магазинах. До 2006 року послуга Blockbuster охопила два мільйони користувачів, і хоча кількість передплатників відставала від Netflix, послуга відволікала бізнес від Netflix. Netflix знизив гонорари в 2007 році. Хоча це була міська легенда, що Netflix остаточно «вбив» Blockbuster на ринку прокату DVD, боргове навантаження Blockbuster і внутрішні розбіжності завдали компанії шкоди.
4 квітня 2006 року Netflix подала позов про порушення патентних прав, у якому вимагала розгляду присяжними в окружному суді США Північного округу Каліфорнії, стверджуючи, що програма онлайн-прокату DVD Blockbuster порушує два патенти, якими володіє Netflix. Першою підставою для позову було ймовірне порушення Blockbuster щодо копіювання «динамічної черги» DVD-дисків, доступних для кожного клієнта, метод Netflix використання ранжованих налаштувань у черзі для надсилання DVD передплатникам, а також метод Netflix, який дозволяє оновлювати та змінювати порядок черги. Другою причиною позову було ймовірне порушення послуги оренди передплати, а також методів зв'язку та доставки Netflix. Компанії врегулювали свій спір 25 червня 2007 року; терміни та подробиці не розголошуються.
1 жовтня 2006 року компанія Netflix оголосила премію Netflix у розмірі 1 000 000 доларів США першому розробнику алгоритму рекомендацій відео, який міг би перевершити існуючий алгоритм Cinematch, прогнозуючи оцінки клієнтів більш ніж на 10%. 21 вересня 2009 року він присудив приз у розмірі 1 000 000 доларів команді «Прагматичний хаос БеллКора». Cinematch, запущений у 2000 році, — це система рекомендацій, яка рекомендувала своїм користувачам фільми, про більшість з яких вони, ймовірніше, ніколи раніше не чули.
Через свій підрозділ Red Envelope Entertainment Netflix ліцензував і розповсюджував незалежні фільми, такі як «Народжений у борделях» і «Шеррібебі». Наприкінці 2006 року Red Envelope Entertainment також розширила виробництво оригінального контенту з режисерами, такими як Джон Вотерс. Netflix закрив Red Envelope Entertainment у 2008 році.

### Перехід на потокові сервіси (2007–2012)
У січні 2007 року компанія запустила послугу потокового медіа, запроваджуючи відео за запитом через Інтернет. Однак на той час у нього було лише 1000 фільмів, доступних для потокового передавання, порівняно з 70 000, доступними на DVD. Протягом деякого часу компанія розглядала можливість пропонувати фільми онлайн, але лише в середині 2000-х років швидкість передачі даних і витрати на пропускну спроможність підвищилися настільки, що дозволили клієнтам завантажувати фільми з мережі. Оригінальною ідеєю була «скринька Netflix», яка могла б завантажувати фільми протягом ночі та бути готовими до перегляду наступного дня. До 2005 року Netflix придбав права на фільми та розробив коробку та сервіс. Але після того, як всі побачили, наскільки популярними були потокові сервіси, такі як YouTube, незважаючи на відсутність контенту високої чіткості, концепцію використання апаратного пристрою було скасовано та замінено концепцією потокової передачі.
У лютому 2007 року Netflix поставив свій мільярдний DVD, копію «Вавилон», клієнту в Техасі. У квітні 2007 року Netflix найняв засновника ReplayTV Ентоні Вуда для створення «Netflix Player», який дозволив би відтворювати потоковий вміст безпосередньо на телевізорі, а не на настільному комп’ютері чи ноутбуці. Згодом Гастінгс закрив проект, щоб заохотити інших виробників апаратного забезпечення включити вбудовану підтримку Netflix, яка буде виділена як цифровий медіаплеєр Roku.
У січні 2008 року всі передплатники дисків напрокат отримали право на необмежену трансляцію без додаткових витрат. Ця зміна стала відповіддю на появу Hulu та нових послуг відеопрокату Apple. У серпні 2008 року база даних Netflix була пошкоджена, і компанія не могла надіслати DVD-диски клієнтам протягом 3 днів, що змусило компанію перемістити всі свої дані в хмару Amazon Web Services. У листопаді 2008 року Netflix почав пропонувати передплатникам прокат Blu-ray і припинив продаж вживаних DVD. У 2009 році потоковий сегмент Netflix випередив попит на поставки DVD.
6 січня 2010 року Netflix домовився з Warner Bros. про відстрочку прокату нових випусків на 28 днів до роздрібної торгівлі, намагаючись допомогти студіям продавати фізичні копії, аналогічні угоди за участю Universal Pictures і 20th Century Fox були досягнуті 9 квітня. У липні 2010 року Netflix підписав угоду про трансляцію фільмів Relativity Media. У серпні 2010 року Netflix уклав п'ятирічний контракт на суму майже 1 мільярд доларів для трансляції фільмів  Paramount, Lionsgate та Metro-Goldwyn-Mayer. Угода збільшила щорічні витрати Netflix, додавши приблизно 200 мільйонів доларів на рік. За перші шість місяців 2010 року на потокове передавання витрачено 117 мільйонів доларів, порівняно з 31 мільйоном доларів у 2009 році. 22 вересня 2010 Netflix прибув у Канаду, в свій перший міжнародний ринок. У листопаді 2010 року Netflix почав пропонувати окрему послугу потокового передавання окремо від прокату DVD.
У 2010 році Netflix придбав права на телесеріал «Пуститися берега», створений Sony Pictures Television, після третього сезону серіалу, коли оригінальний мовник AMC висловив можливість скасувати шоу. Sony підштовхнула Netflix до випуску телесеріалу вчасно для четвертого сезону, що в результаті значно розширило аудиторію шоу на AMC завдяки новим глядачам, які переглядали минулі епізоди через Netflix, і подвоївши глядачів до п'ятого сезону. Breaking Bad вважається першим подібним шоу з таким «ефектом Netflix».
У січні 2011 року Netflix оголосив про угоди з декількома виробниками щодо включення фірмових кнопок Netflix на пульти дистанційного керування пристроїв, сумісних із послугою, таких як програвачі Blu-ray. До травня 2011 року Netflix став найбільшим джерелом потокового інтернет-трафіку в Північній Америці, на нього припадає 30% трафіку в години пік.
12 липня 2011 року Netflix оголосив, що розділить свої існуючі плани передплати на два окремих плани: один охоплює потокове передавання, а інший — послуги оренди DVD. Вартість потокової передачі складала 7,99 доларів на місяць, тоді як оренда DVD починалася з тієї ж ціни. 11 вересня 2011 року Netflix розширився до 43 країн Латинської Америки. 18 вересня 2011 року Netflix оголосив про свої наміри ребрендингу та реструктуризації служби прокату домашніх DVD-дисків у незалежну дочірню компанію під назвою Qwikster, відокремлюючи прокат DVD-дисків і послуги потокового передавання. 26 вересня 2011 року Netflix оголосила про угоду щодо контенту з DreamWorks Animation. 10 жовтня 2011 року Netflix оголосив, що він збереже свій DVD-сервіс під назвою Netflix і що його плани потокового передавання та прокату DVD залишаться під одним брендом.
4 січня 2012 року Netflix розпочав свою експансію до Європи, запустивши її у Великобританії та Ірландії. У лютому 2012 року Netflix уклав багаторічну угоду з The Weinstein Company. У березні 2012 року Netflix придбала доменне ім'я DVD.com. До 2016 року Netflix перейменувала свою службу DVD-поштою під бренд DVD.com, A Netflix Company.У квітні 2012 року Netflix подала заявку до Федеральної виборчої комісії (FEC) на створення комітету політичних дій (PAC) під назвою FLIXPAC. Представник Netflix Джоріс Еверс написав у Твіттері, що метою було «взяти участь у таких питаннях, як мережевий нейтралітет, обмеження пропускної здатності, UBB і VPPA». У червні 2012 року Netflix підписав угоду з Open Road Films.
23 серпня 2012 року Netflix і The Weinstein Company підписали багаторічну угоду про випуск фільмів RADiUS-TWC. У вересні 2012 року Epix підписала п'ятирічний контракт з Netflix. Протягом перших двох років цієї угоди контент перших і попередніх каталогів від Epix був ексклюзивним для Netflix. Фільми Epix надходили на Netflix через 90 днів після прем'єри на Epix. Серед них були фільми Paramount, Metro-Goldwyn-Mayer і Lionsgate.
18 жовтня 2012 року Netflix стартував у Данії, Фінляндії, Норвегії та Швеції. 4 грудня 2012 року Netflix і Disney оголосили про ексклюзивну багаторічну угоду про надання передплатних телевізійних прав на перший показ анімаційних фільмів Walt Disney Studios у США, з такими класичними фільмами, як Дамбо, Аліса в Країні Чудес і Покахонтас що одразу стали доступні на Netflix, та іншими починаючи з 2016 року. Випуски прямого перегляду відео стали доступними в 2013 році.
14 січня 2013 року Netflix підписав угоду з тодішніми підрозділами Turner Broadcasting System і Warner Bros. Television компанії Time Warner про розповсюдження Cartoon Network, Warner Bros. Animation і Adult Swim, а також мильної драми Даллас телемережі TNT, починаючи з березня 2013 року. Права на ці програми були передані Netflix незабаром після закінчення угод з Viacom щодо трансляції програм Nickelodeon і Nick Jr. Channel.
З міркувань витрат Netflix заявив, що обмежить своє розширення у 2013 році, додавши лише один новий ринок — Нідерланди, у вересні того ж року. Це розширило його присутність до 40 територій.

### Розробка оригінального програмування (2013–2017)
Netflix почав працювати над створенням оригінального контенту в 2011 році; у березні компанія Netflix замовила від Media Rights Capital політичну драму Кевіна Спейсі «Картковий будинок». Перемігши інші кабельні мережі США, це стало першим телевізійним серіалом, спеціально замовленим цією службою.  У листопаді 2011 року Netflix замовив «Помаранчевий — це новий чорний», комедійну драму, адаптовану за однойменними мемуарами Пайпер Керман, і новий сезон скасованого ситкому Fox «Затриманий розвиток». Netflix також придбав права США на норвезьку драму «Ліллехаммер»; після телевізійної прем'єри на норвезькому каналі NRK1 25 січня 2012 року весь перший сезон був випущений Netflix 8 лютого — помітний відхід від телевізійної моделі трансляції прем'єрних епізодів щотижня.
«Картковий будиночок» був випущений Netflix 1 лютого 2013 року, титрований як перша продукція «Netflix Original». Пізніше того ж місяця Netflix оголосив про угоду з DreamWorks Animation про замовлення дитячих телевізійних серіалів на основі свого вмісту, починаючи з анімаційного телесеріалу Команда Турбо, спін-оффу мультиплікаційного фільму Турбо. Прем'єра Помаранчевий — хіт сезону відбулася в липні 2013 року; Netflix заявив, що «Помаранчевий — новий чорний» був його оригінальним серіалом, який найбільше переглядали, і всі вони мали «аудиторію, яку можна порівняти з успішними шоу на кабельному та ефірному телебаченні».
13 березня 2013 року Netflix додав функцію спільного доступу до Facebook, дозволяючи передплатникам зі Сполучених Штатів отримати доступ до «Переглянули ваші друзі» та «Вибране друзів» за погодженням. Це не було законним, доки Закон про захист конфіденційності відео не був змінений на початку 2013 року. 1 серпня 2013 року Netflix знову запровадив функцію «Профілі», яка дозволяє обліковим записам розміщувати до п'яти профілів користувачів.
У листопаді 2013 року Marvel Television і ABC Studios оголосили, що Netflix замовила список із чотирьох телевізійних серіалів, заснованих на персонажах коміксів Marvel Шибайголова, Джессіка Джонс, Залізний Кулак і Люк Кейдж. Кожен із чотирьох серій отримав початкове замовлення з 13 епізодів, і Netflix також замовив міні-серіал «Захисники», який би об'єднав їх разом. Прем'єра «Шибайголови» та «Джессіки Джонс» відбулася в 2015 році. Прем'єра серіалу «Люк Кейдж» відбулася 30 вересня 2016 року, за ним 17 березня 2017 року вийшли «Залізний кулак» і 18 серпня 2017 року «Захисники». Пізніше власник Marvel Disney уклав інші угоди щодо контенту з Netflix, зокрема придбав його мультсеріал «Війни клонів» з франшизи Зоряні війни і новий шостий сезон.
У лютому 2014 року Netflix почав укладати угоди з американськими інтернет-провайдерами, починаючи з Comcast (чиї клієнти неодноразово скаржилися на часту буферизацію під час потокової передачі Netflix), щоб надати послугу прямого підключення до їхніх мереж. У квітні 2014 року Netflix підписав багаторічну угоду з творцем Arrested Development Мітчеллом Гурвіцем і його виробничою фірмою The Hurwitz Company на створення оригінальних проектів для сервісу. У травні 2014 року Netflix придбав права на трансляцію фільмів, створених Sony Pictures Animation. Він також без оголошення почав використовувати оновлений логотип із більш гладким виглядом і оновленою типографікою.
У вересні 2014 року Netflix вийшов на шість нових європейських ринків, включаючи Австрію, Бельгію, Францію, Німеччину, Люксембург і Швейцарію. 10 вересня 2014 року Netflix взяв участь у Дні сповільнення Інтернету, навмисно сповільнивши його швидкість на підтримку правил мережевого нейтралітету в Сполучених Штатах. У жовтні 2014 року Netflix оголосив про контракт на чотири фільми з Адамом Сендлером і його Happy Madison Productions.
У квітні 2015 року, після запуску «Шибайголови», директор із контент-операцій Netflix Трейсі Райт оголосила, що Netflix додала підтримку аудіоопису (доріжки оповідання зі звуковими описами ключових візуальних елементів для сліпих або людей із вадами зору) і почала працювати разом зі своїми партнерами, щоб з часом додати описи до інших оригінальних серій. Наступного року, як частина мирової угоди з Американською радою сліпих, Netflix погодився надати описи для своїх оригінальних серіалів протягом 30 днів після їх прем'єри, а також додати підтримку програми зчитування з екрана та можливість переглядати вміст за наявністю описів.
У березні 2015 року Netflix розширився до Австралії та Нової Зеландії. У вересні 2015 року Netflix запустився в Японії, своїй першій країні в Азії. У жовтні 2015 року Netflix запустився в Італії, Португалії та Іспанії.
У січні 2016 року на Виставці Споживчої електроніки Netflix оголосив про масштабне міжнародне розширення своїх послуг у 130 додаткових країнах. Тоді він став доступний у всьому світі, за винятком Китаю, Сирії, Північної Кореї, Косово та Криму. У травні 2016 року Netflix створив інструмент під назвою Fast.com для визначення швидкості підключення до Інтернету, який отримав похвалу за те, що він «простий» і «легкий у використанні» та не містить онлайн-реклами, на відміну від конкурентів. 30 листопада 2016 року Netflix запустив функцію відтворення в автономному режимі, що дозволяє користувачам мобільних додатків Netflix на Android або iOS кешувати вміст на своїх пристроях у стандартній або високій якості для перегляду в автономному режимі без підключення до Інтернету.
У 2016 році Netflix випустив приблизно 126 оригінальних серіалів або фільмів, більше, ніж будь-яка інша мережа чи кабельний канал. У квітні 2016 року Гастінгс заявив, що компанія планує розширити свою внутрішню студію Netflix у Лос-Анджелесі, щоб збільшити випуск; Гастінгс виключив будь-які потенційні придбання існуючих студій, заявивши, що «минуло 15 років, як ми були публічними і 20 років існування, і ми не робили жодних [злиттів і поглинань]. Тож я думаю, що це, мабуть, говорить саме за себе».
У лютому 2017 року Netflix підписав угоду про публікацію музики з BMG Rights Management, за якою BMG контролюватиме права за межами Сполучених Штатів на музику, пов'язану з оригінальним вмістом Netflix. Netflix продовжує виконувати ці зобов'язання в Сполучених Штатах. 25 квітня 2017 року Netflix підписав ліцензійну угоду з IQiyi, китайською платформою потокового відео, що належить Baidu, щоб дозволити розповсюджувати вибраний оригінальний вміст Netflix у Китаї на платформі.
7 серпня 2017 року Netflix придбав Millarworld, видавничу компанію автора коміксів Марка Міллара. Ця покупка стала першим корпоративним придбанням, здійсненим Netflix. 14 серпня 2017 року Netflix уклав ексклюзивну угоду про розробку з Шондою Раймс та її виробничою компанією Shondaland.
У вересні 2017 року Netflix оголосив, що запропонує авіакомпаніям свою мобільну технологію низького широкосмугового зв'язку, щоб забезпечити кращий Wi-Fi у польоті, для того щоб пасажири могли дивитися фільми на Netflix, перебуваючи в літаку.
У вересні 2017 року міністр спадщини Мелані Жолі оголосила, що Netflix погодився вкласти 500 мільйонів канадських доларів (400 мільйонів доларів США) інвестицій протягом наступних п'яти років у виробництво контенту в Канаді. Компанія заперечувала, що угода мала на меті податкові пільги. Netflix реалізував цю мету до грудня 2018 року.
У жовтні 2017 року Netflix повторив мету — до 2019 року половину своєї бібліотеки складатиме оригінальний контент, оголосивши про план інвестувати 8 мільярдів доларів США на оригінальний контент у 2018 році. Завдяки цій інвестиції особливу увагу буде приділено фільмам і аніме, заплановано випустити 80 оригінальних фільмів і 30 серіалів аніме. У жовтні 2017 року Netflix представив функцію «Пропустити інтро», яка дозволяє клієнтам пропускати вступні ролики до шоу на своїй платформі за допомогою різноманітних методів, включаючи ручне рецензування, аудіотеги та машинне навчання.
У листопаді 2017 року Netflix підписав ексклюзивну багаторічну угоду з творцем Orange Is the New Black Дженджі Коханом. У листопаді 2017 року Netflix відмовився від спільного проведення вечірки на 75-й церемонії вручення премії «Золотий глобус» разом із The Weinstein Company через випадки сексуального насильства Гарві Вайнштейна.

### Експансія на міжнародне виробництво (2017–2020)

Емблема що використовується з 2016 року

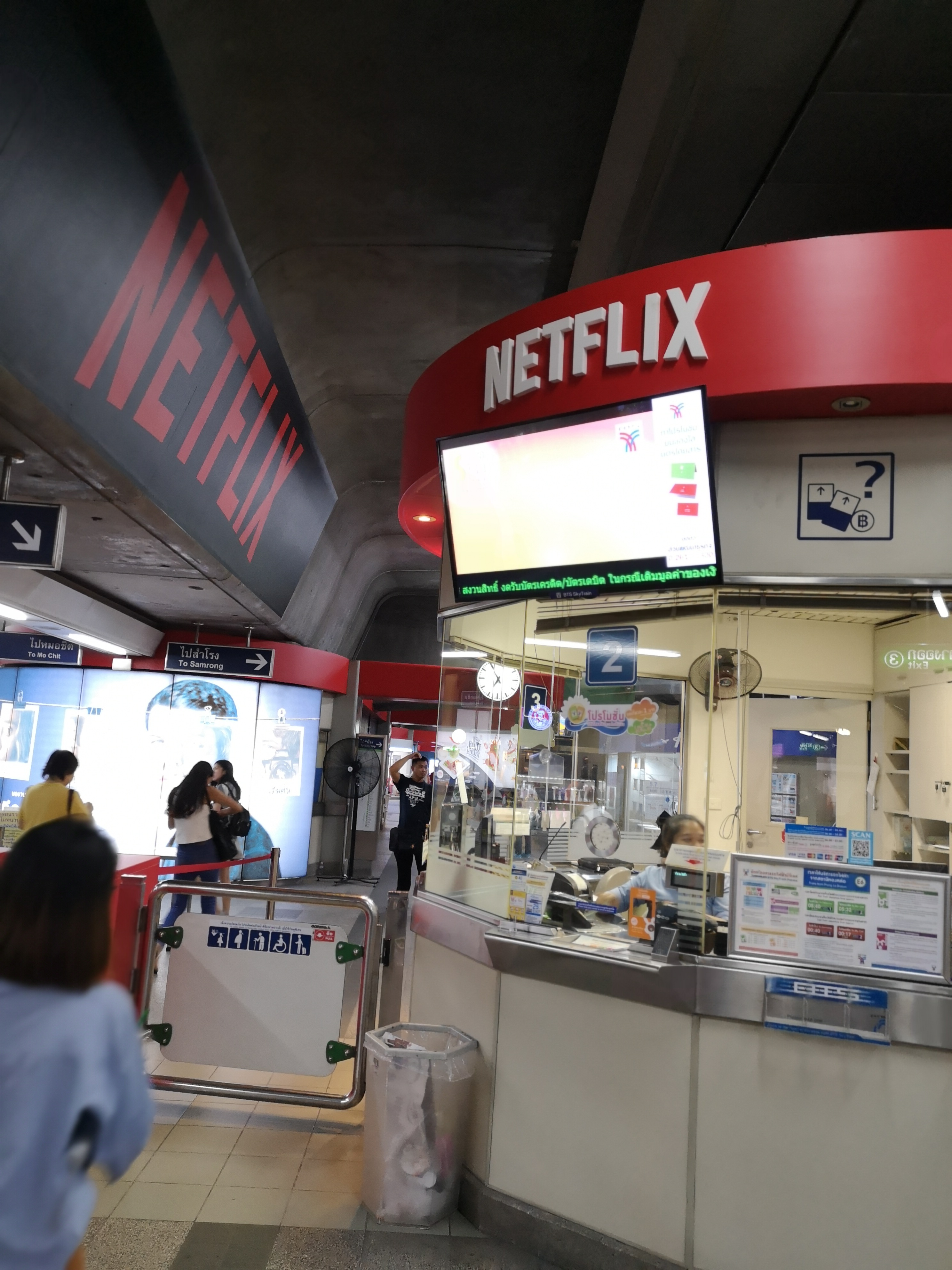
Реклама Netflix на станції Thong Lo BTS, Бангкок

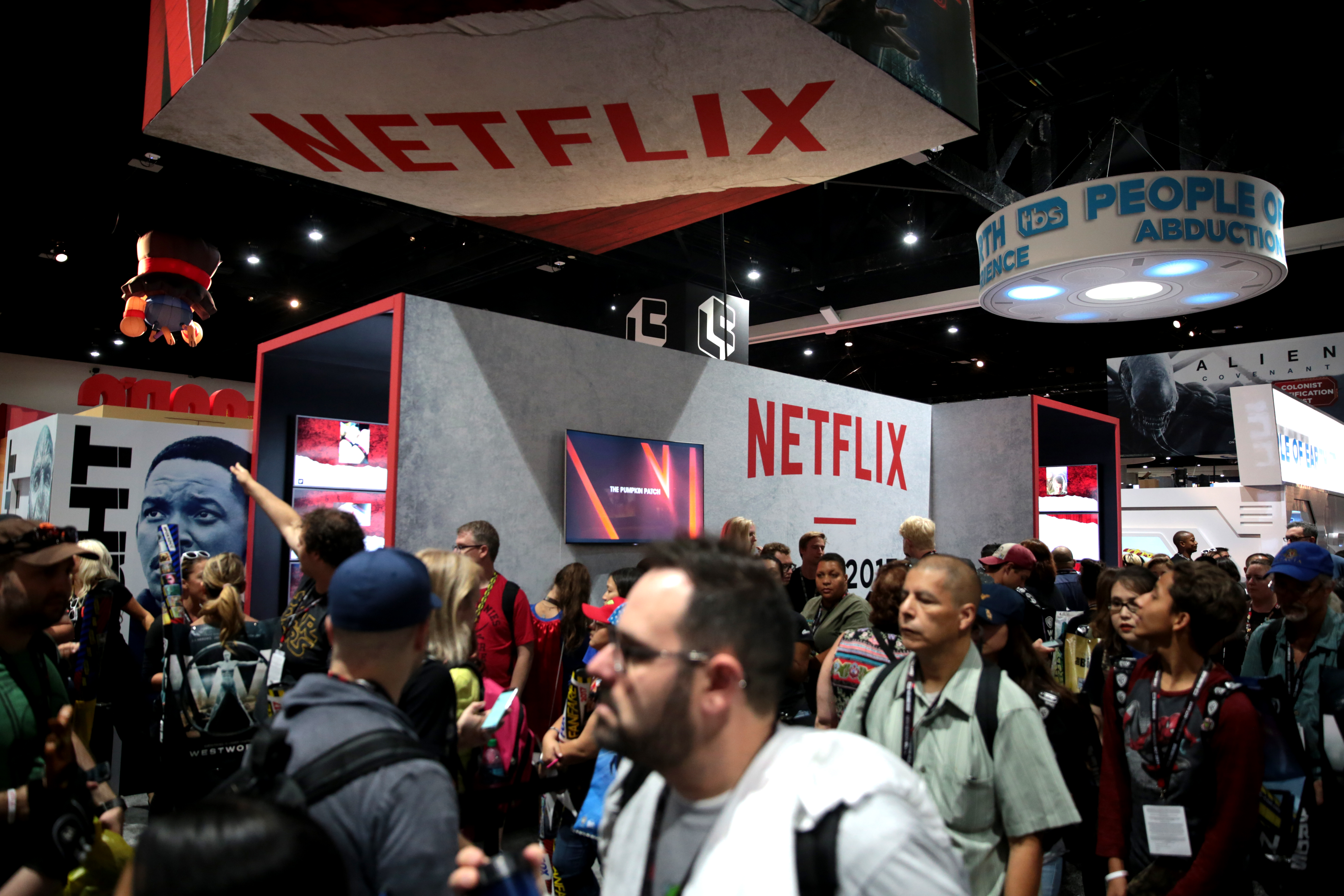
Стенд Netflix на Comic-Con у Сан-Дієго 2017

У листопаді 2017 року Netflix оголосив, що зніме свій перший оригінальний колумбійський серіал, виконавчим продюсером якого стане Сіро Герра. У грудні 2017 року Netflix підписав чотирирічний контракт із режисером-продюсером Stranger Things Шоном Леві та його продюсерською компанією 21 Laps Entertainment. У 2017 році Netflix інвестував у розповсюдження ексклюзивних стендап-комедій від Дейва Чаппелла, Луї Сі Кі, Кріса Рока, Джима Геффігана, Білла Берра та Джеррі Сайнфельда.
У лютому 2018 року Netflix придбав права на «Парадокс Кловерфілда» у Paramount Pictures за 50 мільйонів доларів і запустила його на своєму сервісі 4 лютого 2018 року, незабаром після показу свого першого трейлера під час Super Bowl LII. Аналітики вважали, що угода з Netflix допомогла зробити фільм миттєво прибутковим для Paramount у порівнянні з більш традиційним кінотеатром, а Netflix виграв від несподіваного інтересу. Інші фільми, придбані Netflix, включають міжнародне розповсюдження «Анігіляції» та The Lovebirds від Paramount , «Новин світу» і «Занепаду цивілізації» від Universal,  «Книги Джунглів» від Warner Bros. і «Жінки у вікні» від 20th Century Studios. У березні служба замовила Formula 1: Drive to Survive, гоночний документальний фільм про команди в чемпіонаті світу Формули-1.
У березні 2018 року Sky UK оголосила про угоду з Netflix щодо інтеграції пропозиції Netflix за підпискою VOD у свою послугу платного телебачення. Клієнти з висококласною приставкою та послугою Sky Q отримали можливість переглядати найменування Netflix разом зі своїми звичайними каналами Sky. У жовтні 2022 року Netflix оголосив, що річний дохід від передплатників у Великій Британії в 2021 році становив 1,4 мільярда фунтів стерлінгів.
22 травня 2018 року колишній президент Барак Обама та його дружина Мішель Обама підписали угоду про виробництво документальних серіалів, документальних і повнометражних фільмів для Netflix під новоствореною виробничою компанією Обами Higher Ground Productions.
У червні 2018 року Netflix оголосив про партнерство з Telltale Games, щоб перенести свої пригодницькі ігри на сервіс у форматі потокового відео, дозволяючи просте керування через пульт дистанційного керування телевізором. Перша гра, Minecraft: Story Mode, була випущена в листопаді 2018 року. У липні 2018 року Netflix вперше отримав найбільше номінацій на премію «Еммі» з усіх мереж — сумарно 112 номінацій. 27 серпня 2018 року компанія підписала п'ятирічний ексклюзивний контракт із автором міжнародних бестселерів Харланом Кобеном. Того ж дня компанія підписала загальну угоду з творцем Gravity Falls Алексом Гіршем. У жовтні 2018 року Netflix заплатив менше 30 мільйонів доларів для придбання Albuquerque Studios (ABQ Studios), 91 мільйонний завод з виробництва фільмів і телепередач із вісьмома звуковими сценами в Альбукерке, штат Нью-Мексико, для свого першого центру виробництва в США, зобов'язавшись витратити понад 1 мільярд доларів США протягом наступного десятиліття, щоб створити одну з найбільших кіностудій Північної Америки. У листопаді 2018 року Paramount Pictures підписала угоду про багатофільмовий випуск із Netflix, зробивши Paramount першою великою кіностудією, яка підписала подібну угоду з Netflix. Сиквел підліткової романтичної комедіїAwesomeness Films «Усім хлопцям, яких я кохала раніше» було випущено на Netflix під назвою «Усім хлопцям: P.S. Я досі вас кохаю» як частина угоди. У грудні 2018 року компанія оголосила про партнерство з ESPN Films над телевізійним документальним фільмом про Майкла Джордана та сезон 1997–1998 Chicago Bulls під назвою «Останній танець». Він був випущений на міжнародному рівні на Netflix і став доступним для трансляції в Сполучених Штатах через три місяці після трансляції на ESPN.
У січні 2019 року «Статеве виховання» дебютувало як оригінальний серіал Netflix, який отримав велике визнання критиків. 22 січня 2019 року Netflix подала заявку на членство в Асоціації кінематографічних фільмів Америки (MPAA) і була схвалена як перша стрімінгова служба, яка стала членом асоціації. У лютому 2019 року творець The Haunting Майк Фланаган приєднався до Тревора Мейсі, який постійно співпрацював із ним, як партнера Intrepid Pictures, і дует підписав ексклюзивну загальну угоду з Netflix щодо виробництва телевізійного контенту. 9 травня 2019 року Netflix уклав контракт з Dark Horse Entertainment на створення телевізійних серіалів і фільмів на основі коміксів Dark Horse Comics. У липні 2019 року Netflix оголосив про відкриття центру в Shepperton Studios в рамках угоди з Pinewood Group. На початку серпня 2019 року Netflix уклав ексклюзивну багаторічну угоду про кіно та телебачення з творцями «Гри престолів» і шоураннерами Девідом Беніоффом і Д. Б. Вайсом. Перша продукція Netflix, створена Беніоффом і Вайсом, була запланована як адаптація науково-фантастичного роману Лю Цісіня «Проблема трьох тіл», що є частиною трилогії «Пам'ять про минуле Землі». 30 вересня 2019 року, окрім продовження випуску Stranger Things на четвертий сезон, Netflix підписав із Братами Дафферами загальну угоду, яка охоплює майбутні кіно- та телевізійні проєкти сервісу.
13 листопада 2019 року Netflix і Nickelodeon уклали багаторічну угоду про виробництво кількох оригінальних анімаційних фільмів і телесеріалів, заснованих на бібліотеці персонажів Nickelodeon. Ця угода розширила їхні існуючі відносини, в рамках яких Netflix випустив нові спеціальні програми, засновані на минулих серіалах Nickelodeon «Завойовник Зім» і «Сучасне Роккове життя» (Invader Zim: Enter the Florpus і Rocko's Modern Life: Static Cling відповідно). Інші нові проекти, заплановані в рамках команди, включають музичний проект із Сквідвардом з мультсеріалу «Губка Боб Квадратні Штани» та фільми за мотивами «Гучного дому» та «Повстання черепашок-ніндзя». Угода з Disney закінчилася в 2019 році через запуск Disney+, а його виробництво Marvel буде переміщено виключно на сервіс у 2022 році.
У листопаді 2019 року Netflix оголосив, що підписав довгострокову оренду, щоб зберегти Paris Theatre, останній одноекранний кінотеатр на Манхеттені. Компанія провела кілька ремонтних робіт у театрі, включно з новими сидіннями та концесійною трибуною.

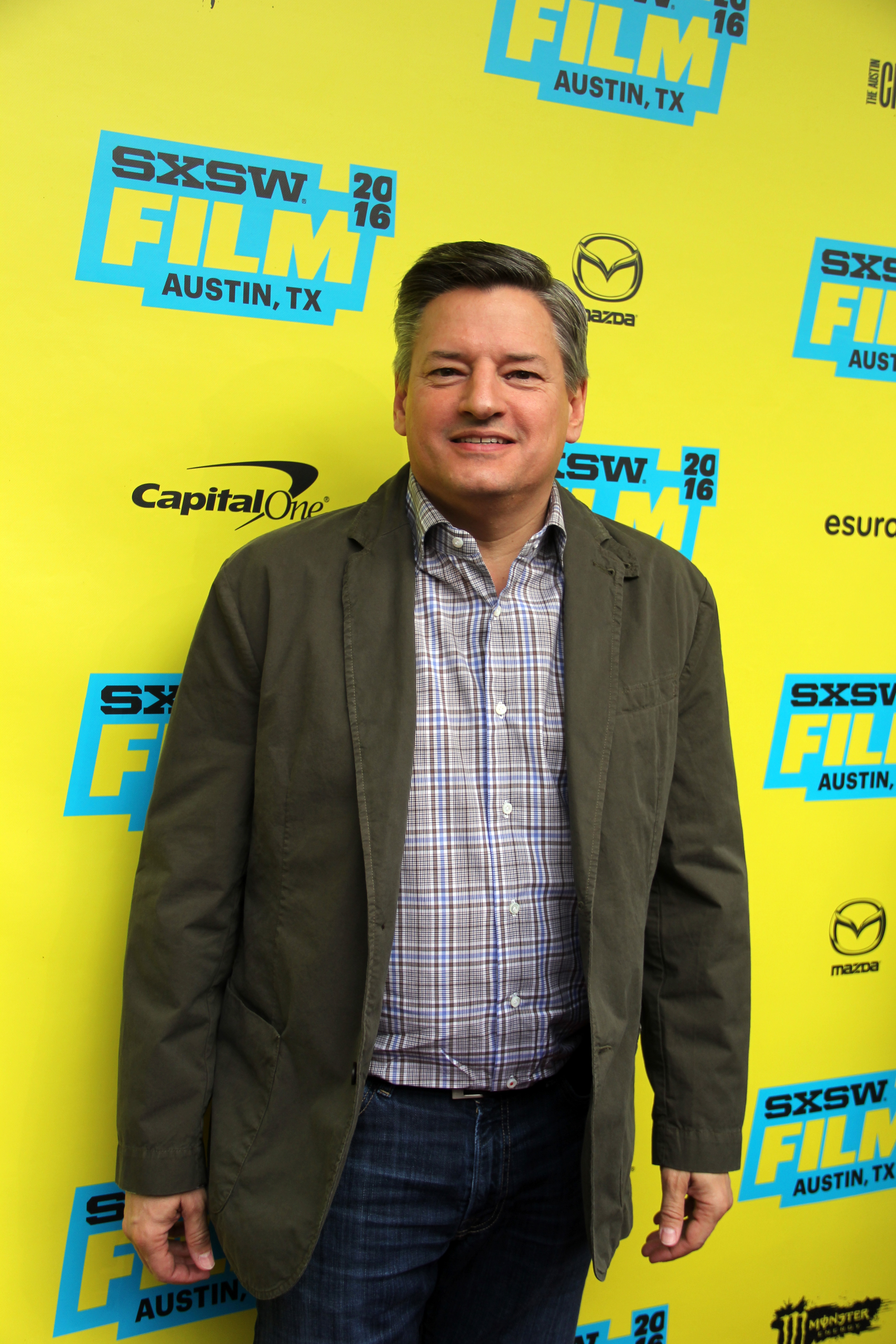
Тед Сарандос, давній CCO та призначений співвиконавчим директором у 2020 році

У січні 2020 року Netflix оголосив про нову угоду на чотири фільми з Адамом Сендлером на суму до 275 мільйонів доларів. 25 лютого 2020 року Netflix уклав партнерські відносини з шістьма японськими творцями для створення оригінального японського аніме-проекту. До цього партнерства входять група творців манги CLAMP, мангака Шин Кібаяші, мангака Ясуо Охтагакі, романіст і кінорежисер Оцуічі, романіст Тоу Убутака та автор манги Марі Ямазакі. 4 березня 2020 року ViacomCBS оголосила, що зніме для Netflix два додаткові фільми за мотивами Губки Боба Квадратні Штани. 7 квітня 2020 року компанія Chernin Entertainment Пітера Черніна уклала багаторічну угоду першого перегляду з Netflix щодо створення фільмів. 29 травня 2020 року Netflix оголосив про придбання Grauman's Egyptian Theatre у American Cinematheque для використання місцем проведення спеціальних заходів. У липні 2020 року Netflix призначив Сарандоса співдиректором. У липні 2020 року Netflix інвестував у нову студію творців Black Mirror Чарлі Брукер і Аннабель Джонс Broke And Bones.

### Розширення в іграх, кінець DVD (2021–дотепер)
У березні 2021 року Netflix отримав найбільше номінацій на премію Оскар з усіх студій — 36. Netflix дістав сім премій Оскар, що є найбільшою кількістю серед усіх студій. Пізніше того ж року Netflix також виграв більше Еммі, ніж будь-яка інша мережа чи студія з 44 перемогами, зрівнявши рекорд за кількістю виграних Еммі за один рік, встановлений CBS у 1974 році. 8 квітня 2021 року Sony Pictures Entertainment оголосила про угоду з Netflix щодо утримання прав на платне телебачення в США на свої випуски, починаючи з 2022 року, замінивши Starz і розширивши діючу угоду з Sony Pictures Animation. Угода також включає першочергову угоду щодо будь-яких майбутніх фільмів для прямого потокового перегляду, які вироблятиме Sony Pictures, при цьому Netflix зобов'язаний випустити мінімальну їх кількість. 27 квітня 2021 року Netflix оголосив про відкриття своєї першої канадської штаб-квартири в Торонто. Компанія також оголосила, що відкриє офіс у Швеції, а також у Римі та Стамбулі, щоб розширити свій оригінальний контент у цих регіонах.
На початку червня Netflix провів першу в історії тижневу віртуальну подію під назвою «Geeked Week», де поділився ексклюзивними новинами, новими трейлерами, появою акторів та іншим про майбутні жанрові проєкти, як-от «Відьмак», «Пригоди Капхеда» і «Пісочний чоловік».
У липні 2021 року Netflix найняв Майка Верду, колишнього керівника Electronic Arts і Facebook, на посаду віце-президента з розробки ігор, а також планує додати відеоігри до 2022 року. Netflix оголосив про плани випуску мобільних ігор, які будуть включені в плани передплатників сервісу. Пробні пропозиції були вперше запущені для користувачів Netflix у Польщі в серпні 2021 року, пропонуючи мобільні ігри преміум-класу на основі Stranger Things, включаючи Stranger Things 3: The Game, безкоштовно для передплатників через застосунок Netflix.
Також у вересні компанія оголосила про запуск The Queen's Ball: A Bridgerton Experience у 2022 році в Лос-Анджелесі, Чикаго, Монреалі та Вашингтоні, округ Колумбія.
20 вересня 2021 року Netflix підписав довгострокову оренду з Aviva Investors на управління та розширення Longcross Studios у Сурреї, Велика Британія. 21 вересня 2021 року Netflix оголосив, що придбає компанію Roald Dahl Story Company, яка керує правами на історії та персонажів Роальда Даля, за нерозголошену ціну та керуватиме нею як незалежною компанією. 28 вересня 2021 року Netflix придбала компанію Night School Studio, незалежного розробника відеоігор. Netflix офіційно запустив мобільні ігри 2 листопада 2021 року для користувачів Android у всьому світі. Через застосунок передплатники мали безкоштовний доступ до п'яти ігор, у тому числі до двох раніше створених ігор за мотивами серіалу «Дивні дива». Netflix має намір з часом додати більше ігор до свого сервісу.  9 листопада колекція була запущена для iOS. Для деяких ігор у колекції потрібне активне підключення до Інтернету, а інші доступні офлайн. В облікових записах Netflix Kids не будуть доступні ігри.
13 жовтня 2021 року Netflix оголосив про запуск Книжкового клубу Netflix, де читачі дізнаються про нові книги, фільми та адаптації серіалів і матимуть ексклюзивний доступ до процесу адаптації кожної книги. Netflix співпрацюватиме зі Starbucks, щоб оживити книжковий клуб через соціальний серіал під назвою But Have You Read the Book?. Узо Адуба стане першим ведучим серіалу та щомісяця оголошуватиме добірку книг, які адаптуватиме стример. Адуба також розмовлятиме з акторським складом, творцями та авторами про процес адаптації книги за чашкою кави в Starbucks. До жовтня 2021 року Netflix зазвичай повідомляв про глядачів своїх програм на основі кількості глядачів або домогосподарств, які дивилися шоу за певний період (наприклад, перші 28 днів після прем'єри) протягом принаймні двох хвилин. Під час оголошення своїх квартальних прибутків у жовтні 2021 року компанія заявила, що переведе свої показники глядацької аудиторії на вимірювання кількості годин перегляду шоу, включаючи повторні перегляди, що, за словами компанії, ближче до вимірювань, які використовуються в лінійному телевізійному мовленні., і таким чином «наші учасники та індустрія можуть краще вимірювати успіх у світі потокового передавання». 16 листопада 2021 року Netflix оголосив про запуск «Top10 на Netflix.com», нового веб-сайту з щотижневими глобальними та країновими списками найпопулярніших проєктів на Netflix на основі нових показників глядацької аудиторії.
22 листопада 2021 року Netflix оголосив, що придбає Scanline VFX, компанію з візуальних ефектів і анімації, яка стоїть за Cowboy Bebop і Stranger Things. Того ж дня Роберто Патіно підписав угоду з Netflix і заснував власний продюсерський центр Analog Inc. у партнерстві з компанією. Першим проектом Патіно в рамках угоди є серія адаптації коміксів Image Comics Nocterra. 6 грудня 2021 року Netflix і Stage 32 оголосили, що вони об'єднали семінари в рамках програми «Створення контенту для глобального ринку». 7 грудня 2021 року Netflix оголосив про співпрацю з IllumiNative, некомерційною організацією, очолюваною жінками, для Програми навчання корінних виробників.
9 грудня 2021 року Netflix оголосив про запуск «Tudum», офіційного супутнього веб-сайту, який пропонує новини, ексклюзивні інтерв'ю та закулісні відео оригінальних телешоу та фільмів. 13 грудня 2021 року Netflix підписав багаторічну угоду з Каліндою Васкес. 16 грудня 2021 року Netflix підписав багаторічну творчу угоду про співпрацю зі Спайком Лі та його продюсерською компанією 40 Acres and a Mule Filmworks для розробки кіно- та телевізійних проєктів. У грудні 2021 року колишнього інженера Netflix Сунг Мо Чжуна засудили до 2 років ув'язнення за схему торгівлі інсайдерською інформацією, коли він розкривав кількість передплатників перед офіційними релізами.
Відповідно до Директиви ЄС про аудіовізуальні медіа-послуги та її імплементації у Франції Netflix узяв зобов'язання перед французькими телерадіомовними органами та кіногільдіями, як того вимагає закон, інвестувати певну суму свого річного доходу в оригінальні французькі фільми та серіали. Ці фільми повинні бути показані в кінотеатрах, і їх не буде дозволено показувати на Netflix до 15 місяців після їх випуску.
Компанія оголосила про плани придбати Next Games у березні 2022 року за 65 мільйонів євро в рамках розширення Netflix в області ігор. Next Games розробили для мобільних пристроїв ігри Stranger Things: Puzzle Tales, а також дві мобільні гри The Walking Dead.  Пізніше в цьому місяці Netflix також придбав техаського розробника мобільних ігор Boss Fight Entertainment за нерозголошену суму.
Після російського вторгнення в Україну в 2022 році Netflix призупинив свою діяльність і майбутні проєкти в Росії. Він також оголосив, що не виконуватиме запропоновану директиву Роскомнагляду, яка вимагає від усіх потокових інтернет-сервісів із понад 100 000 передплатників інтегрувати основні безкоштовні канали (які переважно належать державі). Через місяць колишні російські абоненти подали колективний позов проти Netflix.
Наприкінці першого кварталу 2022 року Netflix оголосив про зниження кількості передплатників: майже на 200 000 глядачів менше, ніж наприкінці попереднього року. Netflix заявив, що 100 мільйонів домогосподарств у всьому світі діляться паролями до своїх облікових записів з іншими, а Канада та Сполучені Штати припадають на 30 мільйон з них. Після цих оголошень ціна акцій Netflix впала на 35 відсотків. До червня 2022 року Netflix звільнив 450 штатних і контрактних співробітників у рамках плану компанії скоротити витрати на тлі меншого, ніж очікувалося, зростання кількості підписників. Звільнення охопило приблизно 2 відсотки робочої сили та поширилося на компанію по всьому світу.
28 квітня 2022 року компанія запустила свій перший комедійний фестиваль Netflix Is a Joke, який включає понад 250 шоу протягом 12 ночей у більш ніж 30 місцях по всьому Лос-Анджелесу, включаючи перше в історії стендап-шоу на стадіоні Доджер.
19 липня 2022 року Netflix оголосив про плани придбати австралійську анімаційну студію Animal Logic.
5 вересня 2022 року Netflix відкрив офіс у Варшаві, Польща, який відповідає за роботу сервісу на 28 ринках Центральної та Східної Європи.
4 жовтня 2022 року Netflix підписав угоду про творче партнерство з Андреа Берлофф і Джоном Гейтінсом.
11 жовтня 2022 року Netflix підписався на Раду з дослідження аудиторії мовників для зовнішнього вимірювання глядацької аудиторії у Великій Британії.
12 жовтня 2022 року Netflix підписав договір про будівництво виробничого комплексу у Форт-Монмуті в Ітонтауні, Нью-Джерсі.
18 жовтня 2022 року Netflix почав вивчати пропозицію хмарних ігор і відкрив нову ігрову студію в Південній Каліфорнії.
10 січня 2023 року Netflix оголосив про плани відкрити інженерний центр у своєму офісі у Варшаві. Хаб має надавати креативним партнерам Netflix програмні рішення для виробництва фільмів і серіалів.
18 квітня 2023 року Netflix оголосив, що 29 вересня припиняє свою послугу DVD-поштою.
У червні 2023 року Netflix знову переробив свої показники глядацької аудиторії. Кількість глядачів шоу вимірювалася протягом перших 91 дня доступності замість перших 28 днів, і тепер базується на поділенні загальної кількості годин перегляду на загальну кількість годин самого шоу. Це забезпечило більш однакові міркування для коротших шоу та фільмів порівняно з довшими.
У серпні 2023 року компанія анонсувала Netflix Stories, колекцію інтерактивних розповідних ігор із серіалів і фільмів Netflix, таких як Love is Blind, Money Heist і Virgin River.
29 вересня 2023 року Netflix припинив свою службу розсилки DVD, як і планувалося, на користь потокового бізнесу. Користувачі сервісу змогли зберегти отримані DVD-диски. За час свого існування служба розіслала понад 5 мільярдів посилок.
У жовтні 2023 року Юніс Кім була підвищена до директора з продуктів, а Елізабет Стоун – до директора з технологій. Того ж місяця Netflix і Skydance Media уклали багаторічну угоду про розробку та виробництво анімаційних фільмів, припинивши партнерство Skydance з Apple. Першим за угодою буде випущений Spellbound, прем'єра якого запланована на 2024 рік. Netflix також візьме на себе розповсюдження існуючих анімаційних фільмів Skydance Animation, зокрема Ray Gunn і Pookoo.
У квітні 2024 року Netflix оголосив, що з 2025 року припинить регулярні звіти про кількість передплатників.

## Корпоративні питання

### Власники
Netflix в основному належить інституційним інвесторам, яким належить близько 85% акцій. 10 найбільших акціонерів Netflix у грудні 2023 року були:
- The Vanguard Group (8.42%)
- BlackRock (7.14%)
- Fidelity Investments (5.07%)
- State Street Corporation (3.87%)
- T. Rowe Price (2.73%)
- Capital World Investors (2.71%)
- JPMorgan Chase (2.15%)
- Capital International Investors  (2.05%)
- Geode Capital Management (1.99%)
- Capital Research Global Investors (1.58%)

### Корпоративна культура

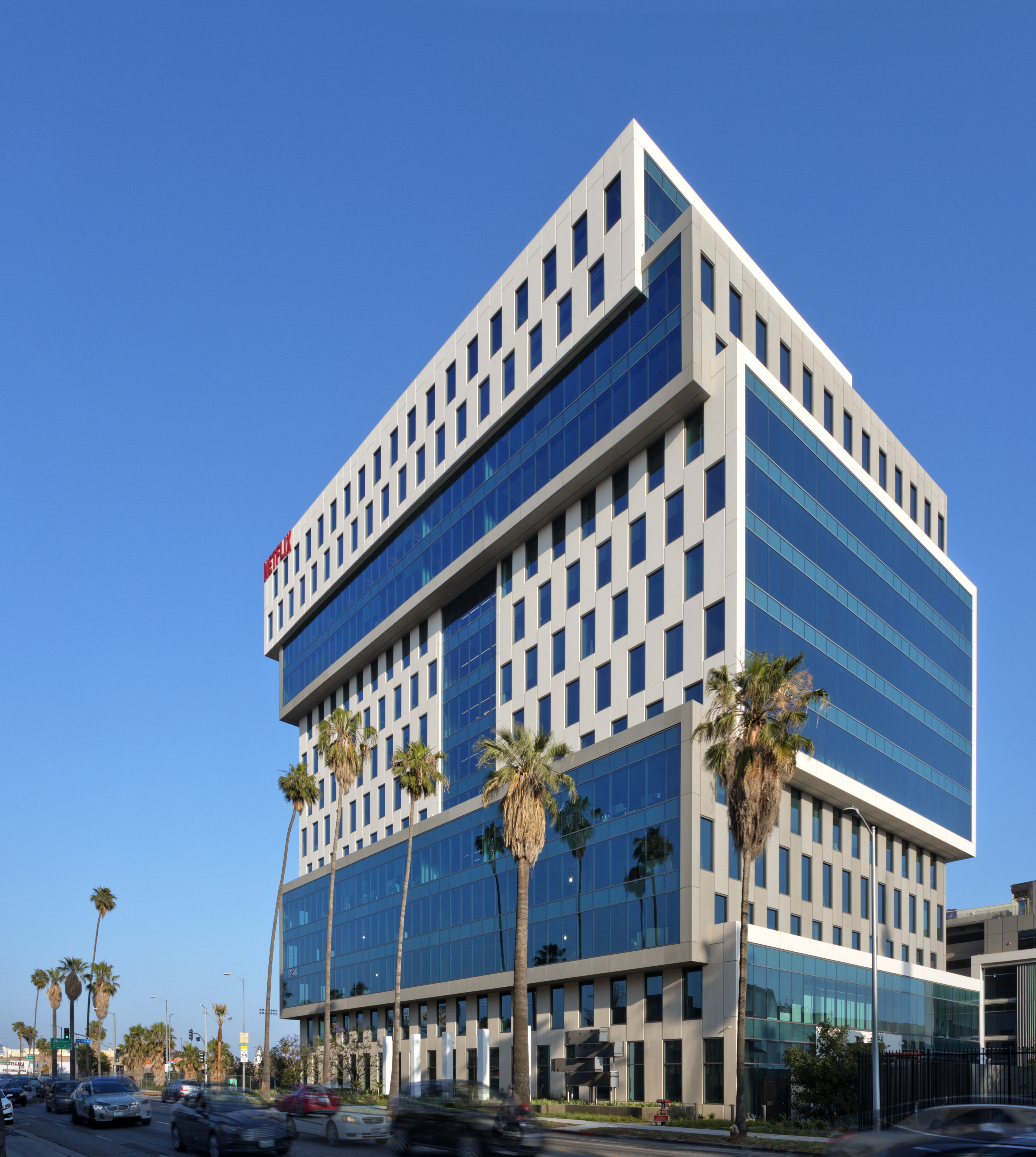
Офіси Netflix в Лос-Анджелесі на бульварі Сансет

Netflix надає всім співробітникам надзвичайно широку свободу дій щодо бізнес-рішень, витрат і відпусток, але натомість очікує незмінно високої продуктивності, що підтверджується так званим «тестом на збереження». Очікується, що всі керівники постійно запитуватимуть себе, чи будуть вони боротися за те, щоб утримати працівника. Якщо відповідь негативна, тоді настав час звільнити цього працівника. Слайд із внутрішньої презентації про корпоративну культуру Netflix підсумував тест таким чином: «Адекватна продуктивність отримує щедру вихідну допомогу». Повідомляється, що такі пакети варіюються від чотиримісячної зарплати в Сполучених Штатах до шести місяців у Нідерландах.
Компанія пропонує необмежений час відпустки для найманих працівників і дозволяє працівникам отримувати будь-яку суму своєї зарплати в опціонах на акції.
Про культуру, яка є результатом застосування такого складного тесту, Гастінгс сказав, що «Ви повинні щороку заробляти на свою роботу в Netflix» і: «Немає сумнівів, що це важке місце... Немає сумнівів, що це не для кожного». Гастінгс провів аналогію з легкою атлетикою: професійні спортсмени не мають довгострокової гарантії роботи, оскільки травма може закінчити їхню кар'єру в будь-якій грі, але вони вчаться відкидати страх перед постійним ризиком і зосереджуватися на роботі з чудовими колегами в поточний момент.

### Вплив на навколишнє середовище
Згідно з дослідженням, проведеним Міжнародним енергетичним агентством, трансляція 30-хвилинного шоу на Netflix у 2019 році призвела до викиду близько 0,018 кг CO2.
У березні 2021 року Netflix оголосив, що працюватиме над досягненням чистого нульового викиду парникових газів до кінця 2022 року, одночасно інвестуючи в програми збереження або відновлення екосистем. Компанія заявила, що скоротить викиди від своєї діяльності та використання електроенергії на 45 відсотків до 2030 року. Через пандемію COVID-19 і відсутність виробництва контенту у 2020 році Netflix впав на 14 відсотків.